# Ming grobnice
Ming grobnice su kolekcija mauzoleja koje su sagradili carevi kineske dinastije Ming. Prva grobnica Ming cara nalazi se u blizini njegove prestonice Nankinga. Međutim, većina Ming grobnica nalazi se u klasteru u blizini Pekinga, i vode se pod zajedničkim nazivom Trinaest grobnica Ming dinastije (kineski: 明十三陵; pinjin: Míng Shísān Líng; doslovno: "Trinaest Ming mauzoleja"). One se nalaze u prigradskom okrugu Čangping u opštini Peking, na 42 km (26 mi) sever-severozapadno od centra grada Pekinga. Mesto, na južnoj padini planine Tjenšou (izvorno planina Huangtu), izabrao je na osnovu principa feng šua treći car Minga, car Jungle. Nakon izgradnje carske palate (Zabranjeni grad) 1420. godine, car Jungle je odabrao svoje mesto sahrane i stvorio svoj mauzolej. Naredni carevi postavili su svoje grobnice u istoj dolini.
Od cara Jungle nadalje, na istom području je sahranjeno 13 careva iz dinastije Ming. Grobnica Sjaoling prvog Ming cara, cara Hongvu, nalazi se u blizini njegove prestonice Nanking; drugog cara, cara Đenven, svrgnuo je car Jungle, te je on ostao bez poznate grobnice. „Privremeni“ car, car Đingtaj, takođe ovde nije sahranjen, pošto mu je car Tjenšun uskratio carsko sahranjivanje; umesto toga, car Đingtaj je sahranjen zapadno od Pekinga. Poslednji car sahranjen na tom mestu bio je Čongdžen, poslednji iz njegove dinastije, koji je izvršio samoubistvo vešanjem 25. aprila 1644. Sahranjen je u grobnici svoje supružnice Tjen. Car kratkotrajne dinastije Šuen, Li Cičeng, je kasnije proglasio tu grobnicu carskim mauzolejem Si Ling. Ona je znatno manjih razmera u poređenju sa ostalim carskim mauzolejima izgrađenim za Ming careve.

## Izgled
Položaj carskih grobnica dinastije Ming bio je pažljivo odabran prema Feng šui principima (geomantija). Prema njima, loši duhovi i zli vetrovi koji se spuštaju sa severa moraju biti skrenuti; stoga je izabrano područje doline u obliku luka u podnožju planina Đuendu, severno od Pekinga. Ovo područje od 40 kvadratnih kilometara - ograđeno planinama u netaknutoj, tihoj dolini punoj tamne zemlje, mirne vode i drugih potrepština po Feng Šui načelima - postalo je nekropola dinastije Ming.
Put kompleksa dužine 7 km (4 milje) nazvan „Duhovni put“ (pinjin: Shéndào) vodi u kompleks, obložen statuama životinja čuvara i zvaničnika, sa prednjom kapijom koja se sastoji od tri luka, obojena crvenom bojom i nazvana „Velika crvena kapija“. Duhovni put, ili Sveti put, započinje ogromnim kamenim spomen-lukom koji leži na prednjoj strani područja. Izgrađen 1540. godine, tokom dinastije Ming, ovaj luk je jedan od najvećih kamenih lukova u Kini danas.
Trenutno su samo tri grobnice otvorene za javnost. Od 1989. nije bilo iskopavanja, ali su kružili planovi za nova arheološka istraživanja i dalje otvaranje grobnica. Oni se mogu videti na Gugle zemlji: Čang Ling, najveći (40° 18′ 5.16″ N 116° 14′ 35.45″ E / 40.3014333° С; 116.2431806° И)); Ding Ling, čija je podzemna palata eskavirana (40° 17′ 42.43″ N 116° 12′ 58.53″ E / 40.2951194° С; 116.2162583° И); i Džao Ling.
Ming grobnice su uvrštene na Spisak svetske baštine Uneska u avgustu 2003. godine. One su navedene zajedno sa ostalim grobnicama pod oznakom „Carske grobnice dinastija Ming i Ćing”.

## Spisak imperijalnih grobinica
Imperijalne grobnice su navedene u hronološkom redosledu i navedena je sahranjena osoba:
| Ime       | Kineski/pinjin                                                  | Car           | Carica i imperijalne konkubine                                       | Datum | Slika | Koordinate                                                         |
| --------- | --------------------------------------------------------------- | ------------- | -------------------------------------------------------------------- | ----- | ----- | ------------------------------------------------------------------ |
| Čang Ling | kineski: 長陵; pinjin: Cháng Lìng                               | Car Jungle    | Carica Žensjaoven                                                    | 1424  |       | 40° 18′ 5.16″ N 116° 14′ 35.45″ E / 40.3014333° С; 116.2431806° И  |
| Sjen Ling | kineski: 獻陵; pinjin: Xiàn Lìng                                | Car Hungsi    |                                                                      | 1425  |       | 40° 18′ 18.12″ N 116° 14′ 15.61″ E / 40.3050333° С; 116.2376694° И |
| Đing Ling | kineski: 景陵; pinjin: Jǐng Lìng; doslovno: "Scenic Tomb"       | Car Sjuende   | Carica Sjaogongdžang                                                 | 1435  |       | 40° 17′ 54.14″ N 116° 15′ 08.52″ E / 40.2983722° С; 116.2523667° И |
| Ju Ling   | kineski: 裕陵; pinjin: Yù Lìng                                  | Car Džengtong | Carica Sjaodžuangžuej Carica Xjaosu                                  | 1449  |       | 40° 18′ 49.33″ N 116° 13′ 55.56″ E / 40.3137028° С; 116.2321000° И |
| Mao Ling  | kineski: 茂陵; pinjin: Mào Lìng                                 | Car Čenghua   | Carica Xiaomu Carica Sjaodženčun Carica Sjaohuej                     | 1487  |       | 40° 18′ 51.60″ N 116° 13′ 36.17″ E / 40.3143333° С; 116.2267139° И |
| Taj Ling  | kineski: 泰陵; pinjin: Tài Lìng                                 | Car Hongdži   | Carica Sjaočengđing                                                  | 1505  |       | 40° 19′ 23.33″ N 116° 12′ 59.90″ E / 40.3231472° С; 116.2166389° И |
| Kang Ling | kineski: 康陵; pinjin: Kāng Lìng                                | Car Džengde   | Carica Sjaojingji                                                    | 1521  |       | 40° 19′ 10.03″ N 116° 12′ 13.40″ E / 40.3194528° С; 116.2037222° И |
| Jong Ling | kineski: 永陵; pinjin: Yǒng Lìng                                | Car Đađing    | Carica Sjaođesu Carica Sjaolje Carica Sjaoke                         | 1566  |       | 40° 17′ 18.09″ N 116° 15′ 06.05″ E / 40.2883583° С; 116.2516806° И |
| Džao Ling | (kineski: 昭陵; pinjin: Zhāo Lìng                               | Car Longćing  | Carica Xiaoyizhuang Carica Sjaoan Carica Dovager Sjaoding            | 1572  |       | 40° 17′ 28.76″ N 116° 12′ 38.55″ E / 40.2913222° С; 116.2107083° И |
| Ćing Ling | kineski: 慶陵; pinjin: Qìng Lìng                                | Car Tajčang   | Carica Sjaojuendžen Carica Dovager Sjaohevang Carica Dovager Sjaočun | 1620  |       | 40° 18′ 29.43″ N 116° 14′ 01.32″ E / 40.3081750° С; 116.2337000° И |
| Dingling  | kineski: 定陵; pinjin: Dìng Lìng; doslovno: "Tomb of Stability" | Car Vanli     | Carica Sjaoduansjen Carica Dovager Sjaođing                          | 1620  |       | 40° 17′ 42.43″ N 116° 12′ 58.53″ E / 40.2951194° С; 116.2162583° И |
| De Ling   | kineski: 德陵; pinjin: Dé Lìng                                  | Car Tjenći    | Carica Sjaoajdže                                                     | 1627  |       | 40° 17′ 15.01″ N 116° 15′ 35.91″ E / 40.2875028° С; 116.2599750° И |
| Si Ling   | kineski: 思陵; pinjin: Sī Lìng                                  | Car Čongdžen  | Carica Sjaođe Plemenita konkubina Tjen                               | 1644  |       | 40° 16′ 08.69″ N 116° 11′ 32.64″ E / 40.2690806° С; 116.1924000° И |

## Ekskavacija grobnice Dingling
Dingling (kineski: 定陵; pinjin: Dìng Lìng; doslovno: "Grobnica stabilnosti"), jedna od grobnica lokacije Trinaest grobnica dinastije Ming, bila je počivalište je cara Vanlija, njegove carske konkubine i majke cara Tajčhanga. To je jedina Ming grobnica koja je iskopana. Ona takođe ostaje jedina netaknuta carska grobnica, bilo koje ere, koja je iskopana od osnivanja Narodne Republike Kine, situacije koja je gotovo direktan rezultat sudbine koja je zadesila Dinglinga i sadržaj njegovog počivališta nakon iskopavanja.
Iskopavanje Dinglinga započelo je 1956. godine, nakon što je grupa istaknutih naučnika koju su predvodili Guo Moruo i Vu Han započela zagovaranje ekskavaciju Čanglinga, grobnice cara Jungle, najveće i najstarije od Ming grobnica u blizini Pekinga. Uprkos tome što je dobijeno odobrenje premijera Džou Enlaja, arheolozi su stavili veto na ovaj plan zbog važnosti i javnog profila Čanglinga. Umesto toga, Dingling, treća po veličini Ming grobnica, izabrana je kao probna lokacija u pripremi za iskopavanje Čanglinga. Iskopavanja su završena 1957. godine, a muzej je osnovan 1959. godine.
Iskopavanjem je otkrivena netaknuta grobnica sa hiljadama predmeta od svile, tekstila, drveta i porcelana i kostura cara Vanli i njegove dve carice. Međutim, nije bilo ni tehnologije ni resursa za adekvatno očuvanje iskopanih artefakata. Nakon nekoliko katastrofalnih eksperimenata, velika količina svile i drugog tekstila jednostavno je uskladištena u prostoji podložnoj promaji i vlazi usled prokišnjavanja. Kao rezultat toga, većina preživelih artefakata danas se ozbiljno oštećena, a mnoge replike su umesto toga izložene u muzeju. Dalje, politički zamah koji je stojao iza iskopavanja stvorio je pritisak da se iskopavanje brzo okonča; žurba je imala za posledicu loše vođenje dokumentacije o iskopavanju.
Daleko ozbiljniji problem ubrzo je zadesio projekat kada je zemlju zahvatio niz političkih masovnih pokreta koji su ubrzo eskalirali u Kulturnu revoluciju 1966. Sledećih deset godina zaustavljeni su svi arheološki radovi. Vu Han, jedan od ključnih zagovornika projekta, postao je prva glavna meta Kulturne revolucije, bio je osuđen i umro u zatvoru 1969. godine. Strastvena Crvena garda upala je u muzej Dingling i odvukla ostatke cara Vanli i carica do prednjeg dela grobnice, gde su posthumno „denuncirani“ i spaljeni. Mnogi drugi artefakti su takođe uništeni.

## Galerija slika
- Ulaz u Mingovu grobnicu
- Ling'en dvorana Čanglingove grobnice
- Paviljon Šengong Šengde Stele na početku svetog šetališta koje vodi do grobnica
- Kip u grobnicama dinastije Ming
- Kip u grobnicama dinastije Ming
- Ling'en kapija Čanglingove grobnice
- A silk burning stove at the Changling tomb
- Minglou toranj Čanglingove grobnice
- Nakit iz Ming grobnica, oblikovan poput kineskog znaka '心', Kangsi radikal, što znači 'srce'.
- Zlatna kruna (replika) iskopana iz grobnice Dingling

## Literatura
- 明代帝陵砖材科技含量高 明十九帝陵图片展筹备 Архивирано 2011-07-20 на сајту  (High-tech bricks of Ming imperial mausolea: preparing for an exhibition of images of the 19 Ming imperial tombs) Xinhua, 2009-06-10. (Source for sizes)
- 明孝陵景区 Архивирано 2010-01-07 на сајту  (MIng Xiaoling Scenic Area); at the Nanjing city Government site
- Mu, Baoang; Wang, Yan; Yang, Xiaohua (2010), „The Feasibility Study on Adding Roof in Square City of the Ming Tomb”, Advanced Materials Research, 163–167: 2618—2624, doi:10.4028/www.scientific.net/AMR.163-167.2618
- Xiaoling Tomb, Nanjing, China (Asian Historical Architecture - a Photographic Survey) - includes detailed site map and photos. One of their main sources is: Barry Till, with assistance of Paula Swart. In Search of Old Nanking. Joint Pub. Co. (Hong Kong Branch). 1982. Hong Kong
- Yang, Xinhua (杨新华); Lu, Haiming (卢海鸣) (2001),  南京明清建筑 (Ming and Qing architecture of Nanjing), Nanjing University Press, ISBN 7-305-03669-2

## Spoljašnje veze
- 明孝陵两大“碑石之谜”被破解 Архивирано 2012-10-18 на сајту